# Praca u podstaw
Praca u podstaw – praca natury oświatowej nad podniesieniem poziomu życia przede wszystkim chłopów, a także walki z germanizacją i rusyfikacją w okresie zaborów Polski. Jedno z czołowych haseł polskiego pozytywizmu. Pozytywiści rozumieli konieczność pracy na rzecz najbiedniejszych i najbardziej upośledzonych warstw narodu, które mając możność pełniejszego włączania się w struktury społeczne, swoją pracą pomnożą bogactwo ogólnonarodowe. Sięgnąć należało więc do tych, którzy zajmując miejsce u podstaw społeczeństwa, stać się mogą mocnym i trwałym filarem. Kierowano więc apele do warstw wykształconych: nauczycieli, lekarzy, społeczników, by „szli w lud”, zbliżyli się do problemów wsi, wydobyli ją z wiekowego zacofania, podnieśli stan zdrowotny jej mieszkańców i uświadomili im rolę, jaką mogą spełnić w odbudowywaniu siły narodu. Pozytywistyczne hasło pracy u podstaw znajdowało odzwierciedlenie w dziełach literatury polskiej (Ludzie bezdomni, Janko Muzykant, Antek, Lalka, Siłaczka, Szkice węglem, Tadeusz). Założenia te realizowano poprzez zakładanie szkół i bibliotek, samorządów wiejskich, kółek gospodyń wiejskich i spółdzielni rolnych.